# Sala Oglinzilor
Sala Oglinzilor este o mare galerie în stil baroc și una dintre cele mai emblematice încăperi din Palatul Regal Versailles de lângă Paris, Franța. Ansamblul grandios al sălii și al saloanelor adiacente a fost menit să ilustreze puterea

Sala Oglinzilor ( franceză : Grande Galerie, Galerie des Glaces, Galerie de Louis XIV ) este o mare galerie în stil baroc și una dintre cele mai emblematice încăperi din Palatul Regal Versailles, lângă Paris , Franța. Ansamblul grandios al sălii și al saloanelor adiacente a fost menit să ilustreze puterea monarhului absolutist Ludovic al XIV-lea . Situat la primul etaj ( piano nobile ) al corpului central al palatului, este orientat spre vest spre grădinile palatului .  

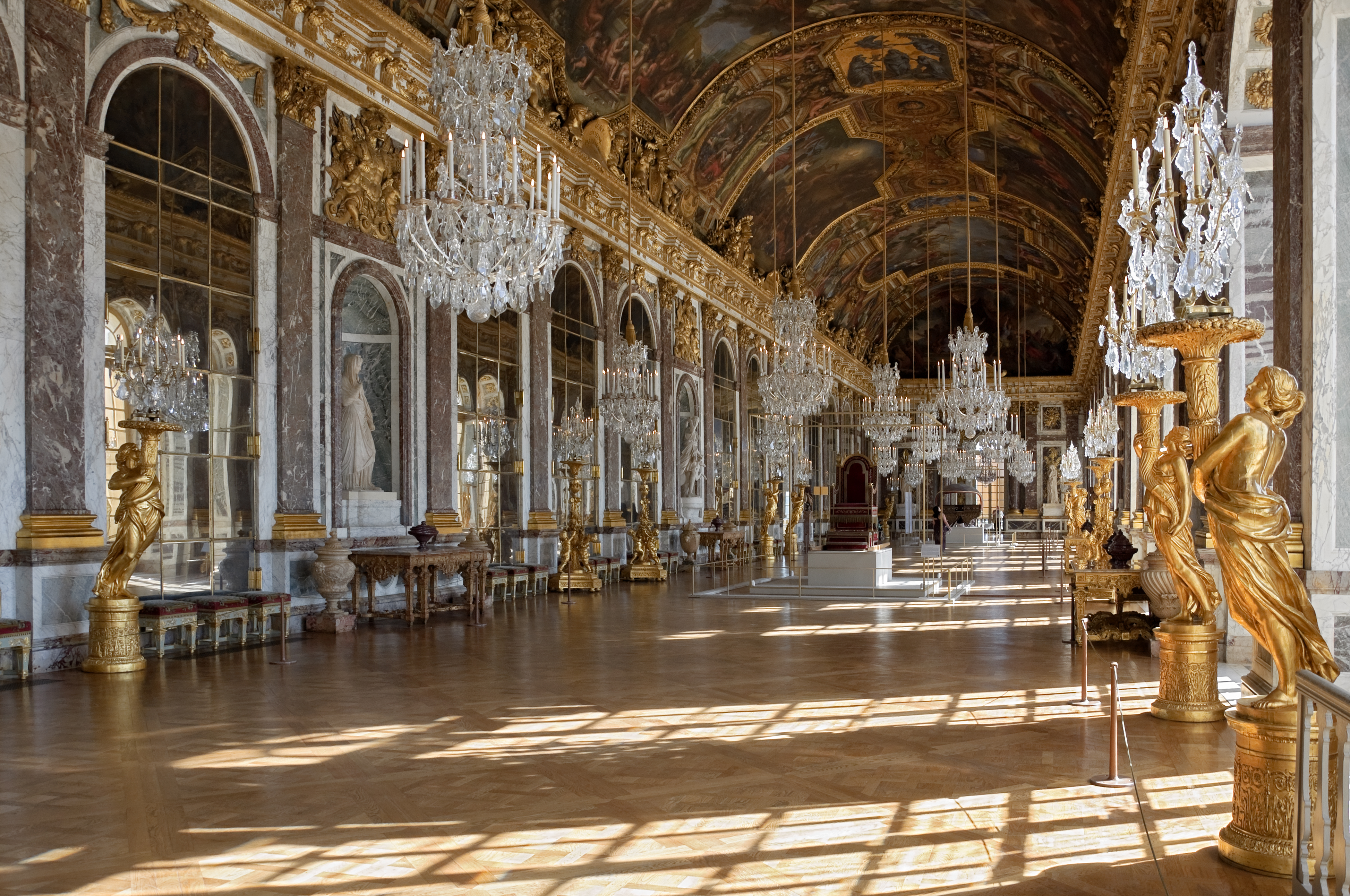
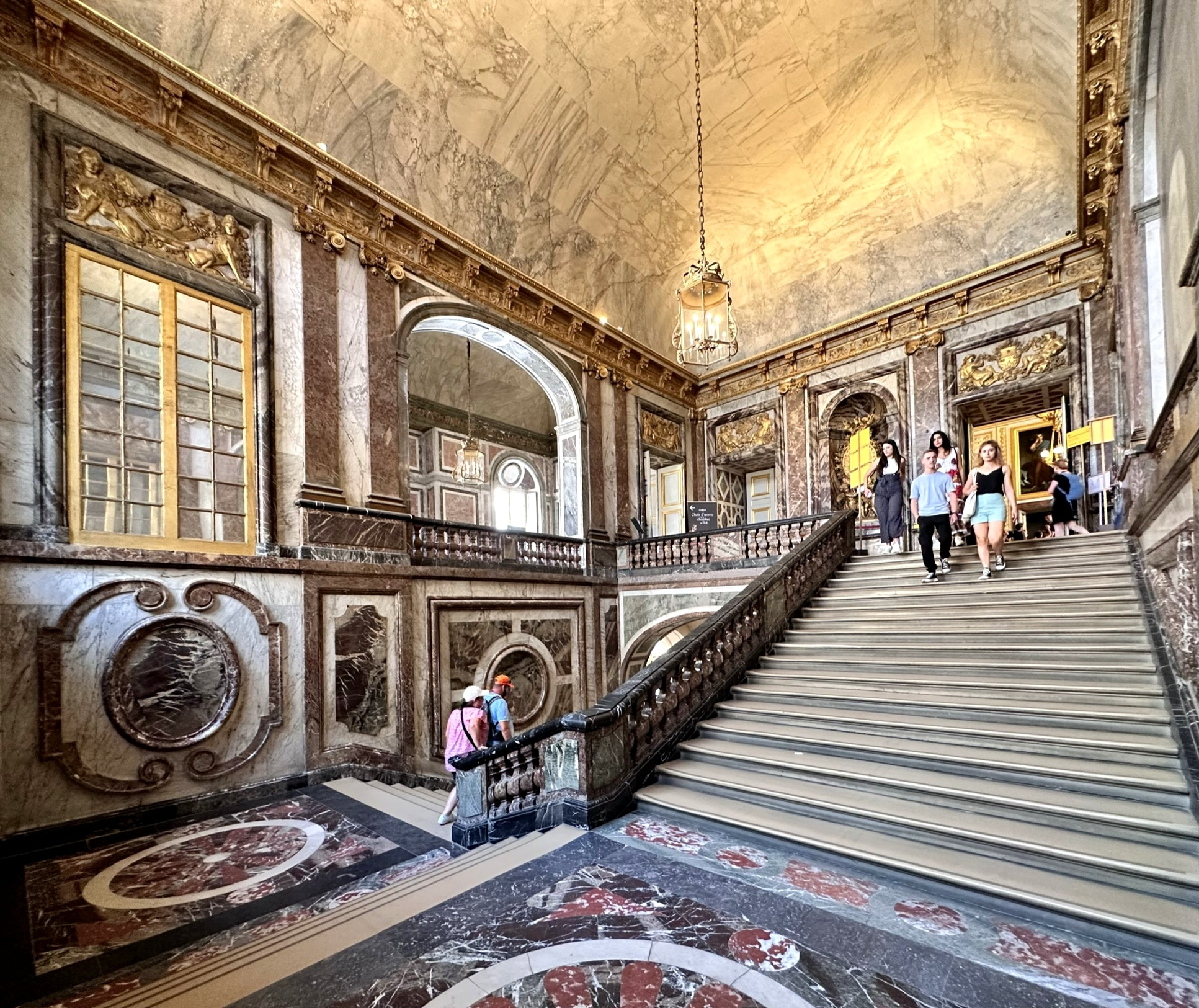
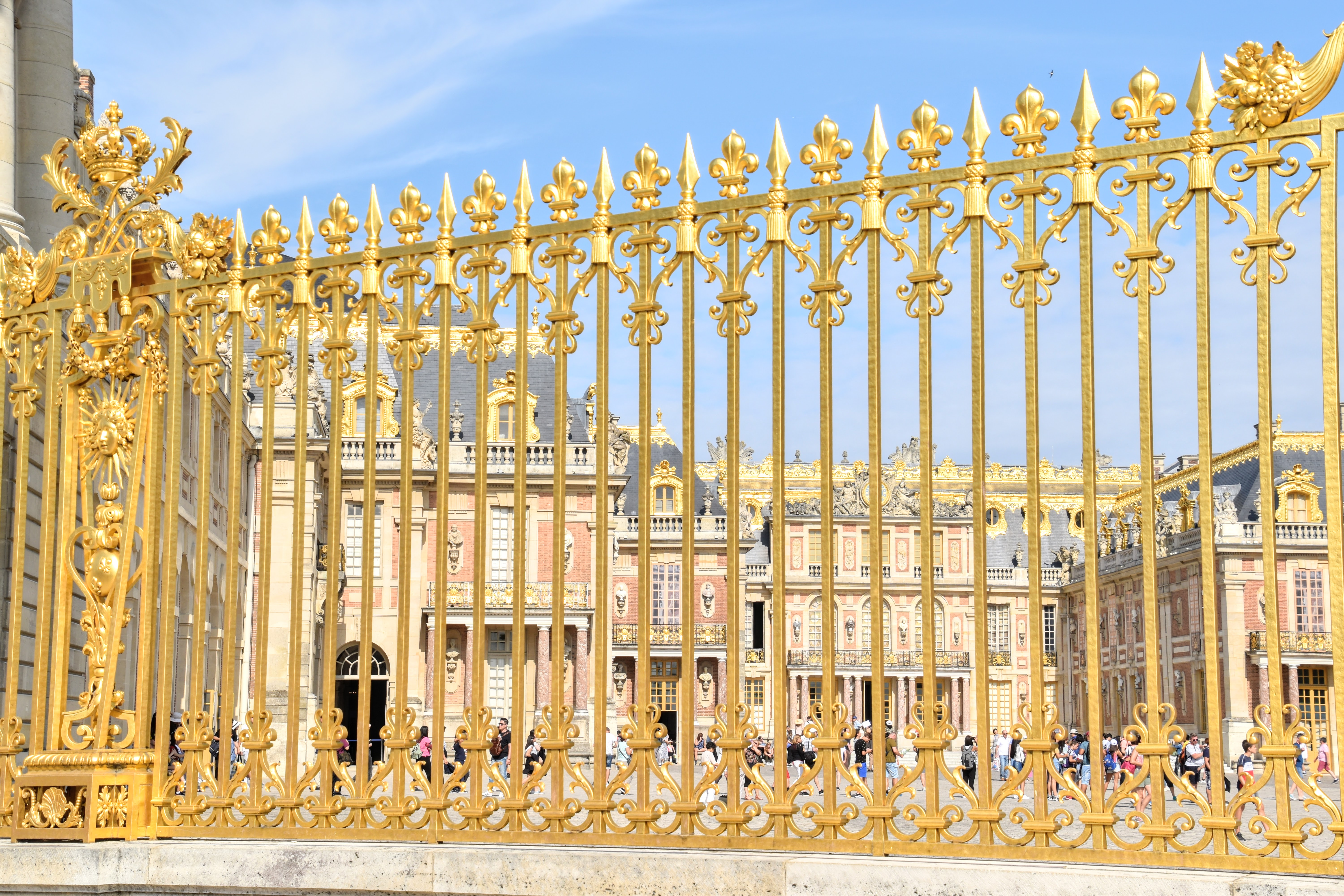
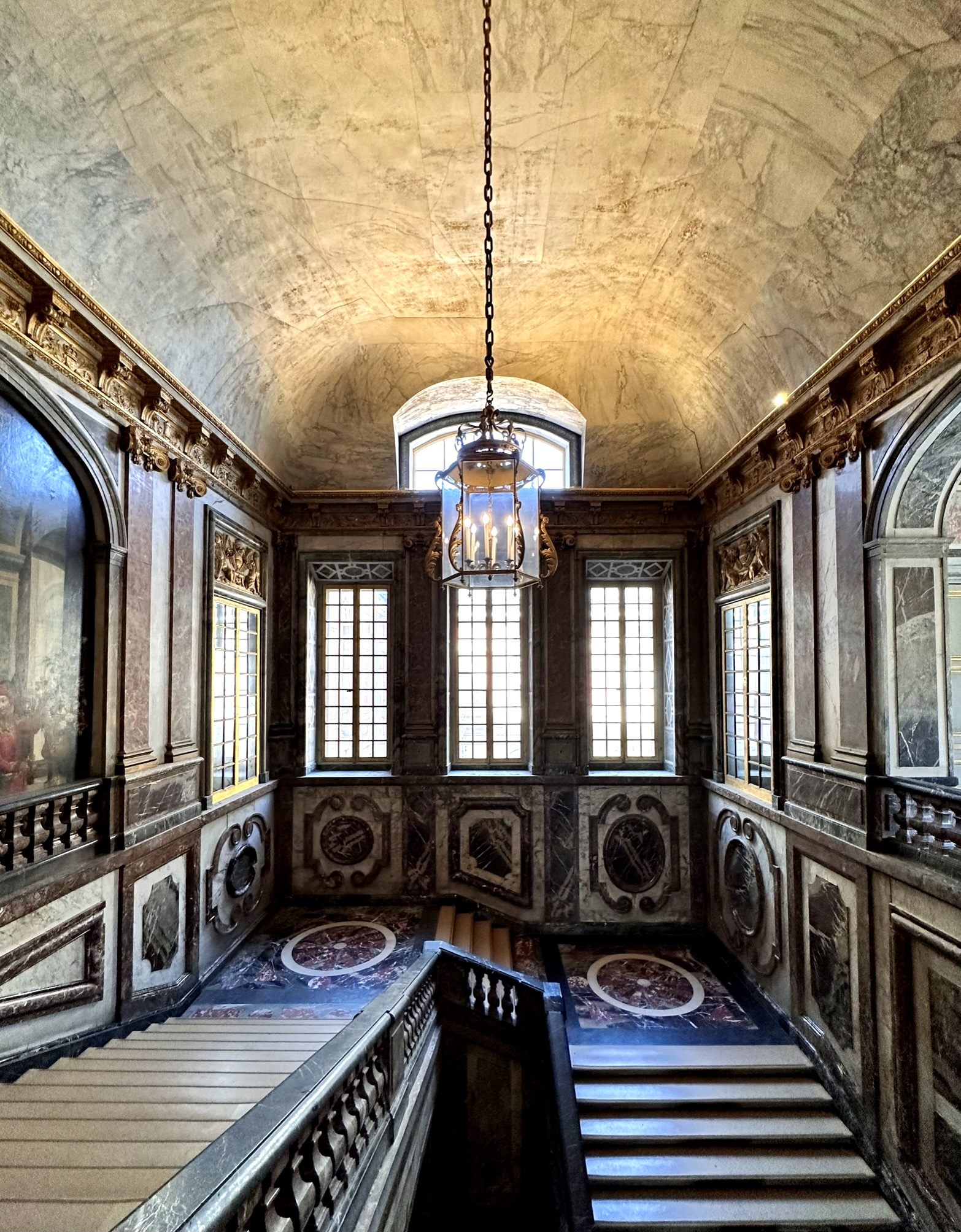
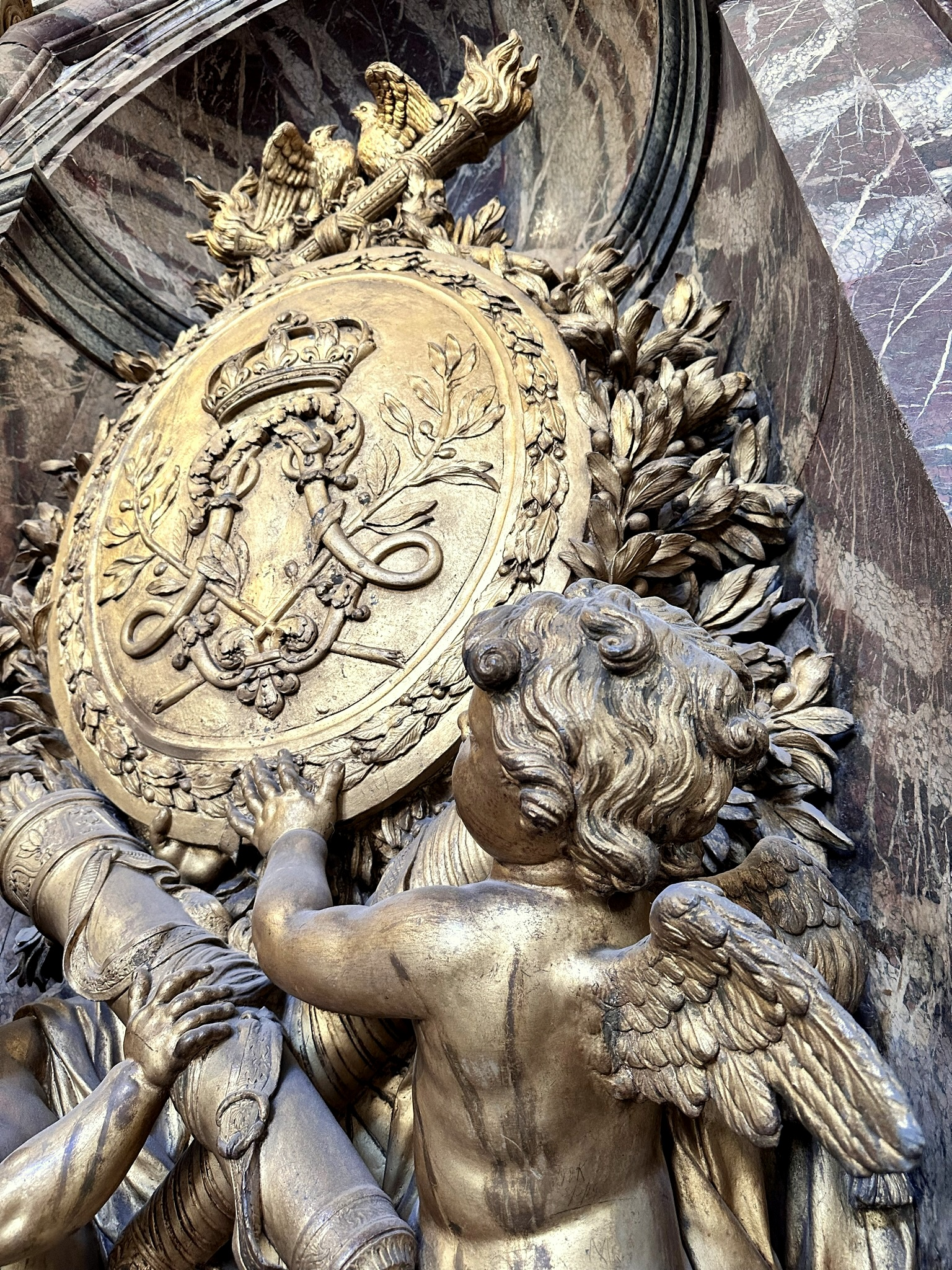
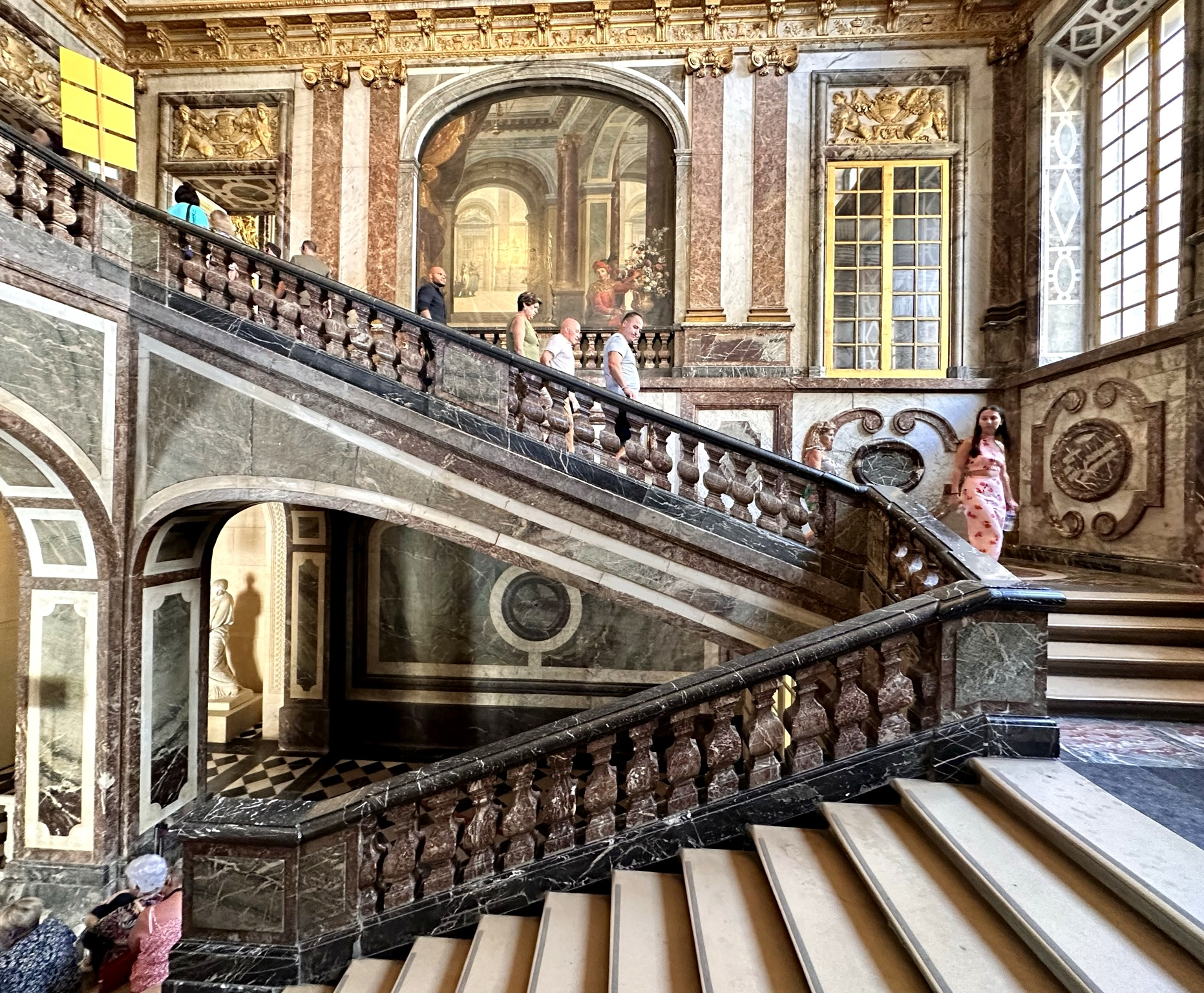
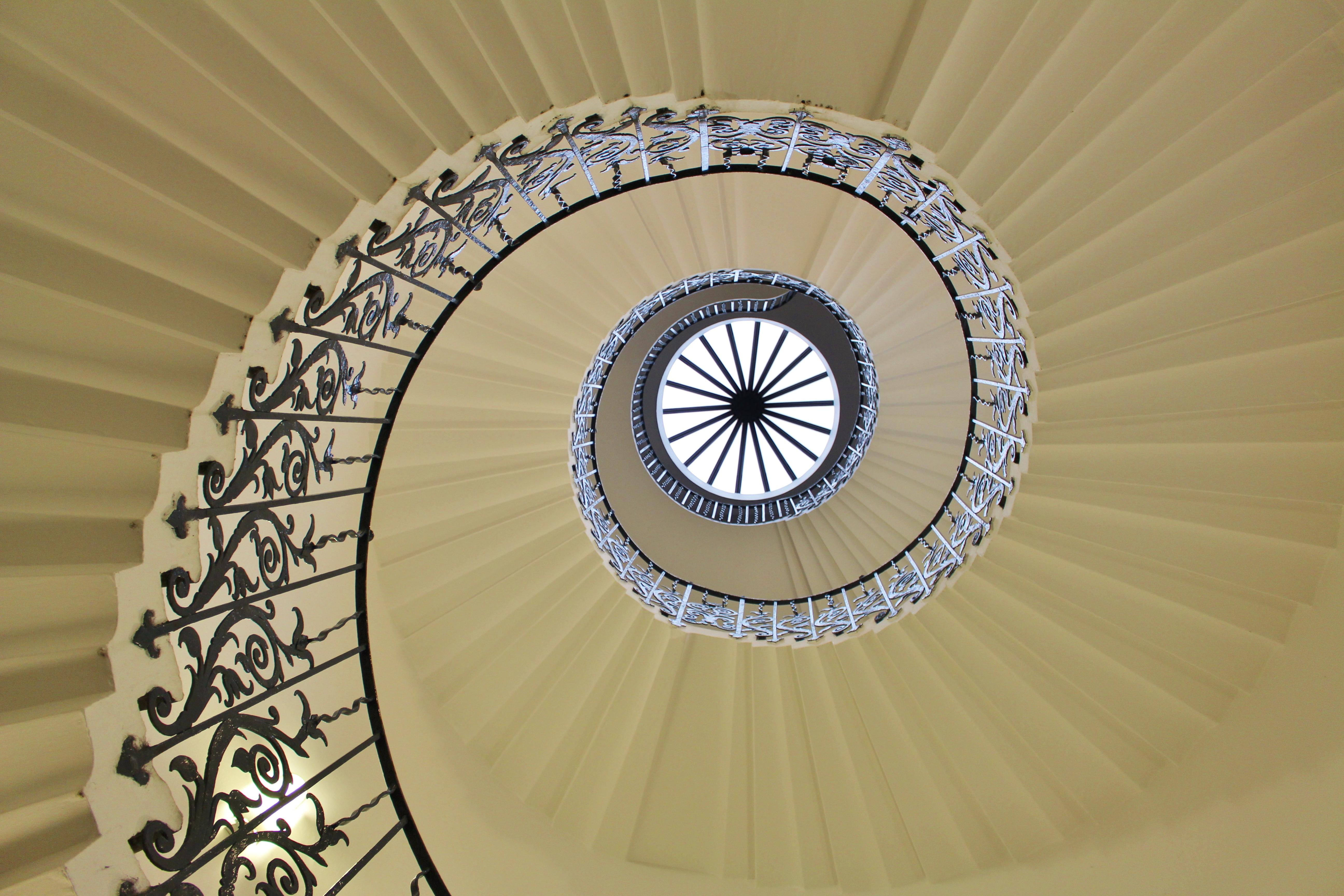

Sala Oglinzilor a fost scena unor evenimente de mare importanță istorică, inclusiv Proclamarea Imperiului German și semnarea Tratatului de la Versailles monarhului absolutist Ludovic al XIV-lea.În 1623, regele Ludovic al XIII-lea a ordonat construirea unei cabane de vânătoare modeste cu două etaje la Versailles, pe care a mărit-o în curând într-un castel, din 1631 până în 1634. Fiul său Ludovic al XIV-lea a declarat locația viitoarea sa reședință permanentă în 1661 și a ordonat transformarea în o reședință extinsa in mai multe etape si la o scara grandioasă. Palatul trebuia să ofere cadre ideale pentru odihnă și retragere, dar trebuia, de asemenea, să obțină o nouă calitate de reprezentare ca viitor sediu al celei mai mari curți regale absolutiste din Europa și al guvernului de autoritate supremă, reședința de alegere pentru societatea aristocratică și arena pentru statul elaborat. festivaluri și ceremonii, centrul Europei de cultură, artă și divertisment. În timpul fazei timpurii de expansiune, Louis Le Vau a adăugat Forecourt (1662) și „Le Vau Envelope” (1668 - 1670), a acoperit vechiul castel și a adăugat două aripi noi în nord și sud. Noile aripi se înălțau deasupra clădirii vestice originale de lângă grădină. Spațiul dintre ele era o terasă susținută de arcade. Clădirile „Plicului Le Vau” includeau apartamentele regelui în nord și apartamentele reginei în sud. 
Sala Oglinzilor a fost construită în timpul celei de-a treia etape de construcție între 1678 și 1684 și urma să înlocuiască o terasă mare și câteva saloane mai mici cu vedere la grădini. Terasa a fost situată inițial chiar în afara apartamentelor Regelui și Reginei . Terasa a fost considerată a fi un element arhitectural destul de deplasat și expusă la intemperii, reducându-i utilitatea. În cele din urmă s-a decis demolarea lui, iar arhitectul Jules Hardouin-Mansart a fost însărcinat cu dezvoltarea designului și construcția Galeriei Mirror Hall, iar artistul Charles Le Brun a primit onoarea de a crea aparatul decorativ de interior. Fațada de grădină a Corps de logis a fost construită într-un front drept și a primit în esență aspectul actual. Sala Oglinzilor este flancată la capetele îndepărtate de Salonul Războiului ( Salon de la guerre ) în nord și, respectiv, Salonul Păcii ( Salon de la paix ) în sud. Sala Oglinzilor face legătura cu cele două saloane, care au fost alocate și încorporate apartamentelor regelui din nord și apartamentelor reginei din sud. Ambele saloane sunt accesibile prin Sala Oglinzilor prin pasaje cu deschidere largă. Sala și cele două saloane au fost mobilate și decorate identic și formează o unitate stilistică și funcțională. Pereții exteriori ai saloanelor datează din vremea învelișului vechiului castel de către Le Vau și au primit aspectul actual după instalarea Sălii Oglinzilor de către Hardouin-Mansart. 
Sala Oglinzilor este, pe lângă Capela Palatului , finalizată la începutul secolului al XVIII-lea, Opera Curții și Galerie des Batailles , una dintre cele mai mari încăperi ale palatului. Are 73 m (240 ft) lungime și 10,50 m (34,4 ft) adâncime.  Cu înălțimea sa de 12,30 m (40,4 ft) ajunge la mansardă al Corps de Logis. Ferestrele pătrate de la etajul superior, care se văd din exterior, au doar scop estetic, nefiind încăperi în interior. Instalarea oricărui fel de șeminee nu a fost niciodată avută în vedere, deoarece Sala Oglinzilor era prea mare pentru a fi încălzită eficient. Cele 17 ferestre ale Galei Oglinzilor se deschid în direcția parcului. Pe peretele interior opus al sălii sunt 17 oglinzi la fel de mari, care sunt compuse din peste 350 de suprafețe individuale de oglindă. Pe de o parte, oglinzile aveau o funcție estetică, deoarece imaginea în oglindă a grădinii înfățișa exteriorul castelului în interiorul clădirii și reflecta lumina lumânărilor seara. Pe de altă parte, oglinzile transmiteau și bogăția regelui și eficiența economiei franceze într-un mod subtil. Sticla oglindă era un produs de lux scump în secolul al XVII-lea și nu putea fi produsă decât cu mare efort. Fabricarea suprafețelor oglinzilor a fost prima comandă majoră pentru Manufacture royale de glaces de miroirs , o fabrică de sticlă fondată de Jean-Baptiste Colbert , mai târziu Compagnie de Saint-Gobain , cu care monopolul venețian asupra fabricării de oglinzi în Europa s-a rupt. 
O mare parte din mobilierul original din argint masiv al Sălii Oglinzilor, faimos la acea vreme, s-a pierdut curând, în special Guéridons (mesele) din argint, care au fost topite și inventate din ordinul lui Ludovic al XIV-lea în 1689 pentru a finanța Războiul Ligii. din Augsburg . Mobilierul de astăzi a fost fabricat în secolul al XIX-lea, după ce majoritatea mobilierului original s-a pierdut în timpul Revoluției Franceze .Tavanul se combină cu oglinzile și lumina de la ferestrele vestice pentru a conferi încăperii caracterul său unic. Nouă picturi mari și numeroase mai mici, majoritatea pe pânză folosind marouflaj , iar restul pictate direct pe zidărie, sunt dedicate idolatrizării lui Ludovic al XIV-lea ca Rege Soare și succeselor primelor două decenii ale domniei sale personale (începând cu 1661). ). Charles Le Brun , „cel mai mare artist francez al tuturor timpurilor” , potrivit regelui Ludovic al XIV-lea, a regizat picturile pe tavan. Scena centrală este intitulată Regele guvernează singur , evidențiind pretenția lui Ludovic la puterea absolută și poziția sa adversară față de puterile europene rivale, dintre care principalele trei (Sfântul Imperiu Roman , Provinciile Unite și Spania ) sunt reprezentate pe partea opusă. a aceluiasi panou. Temele panourilor mai mari se concentrează pe Războiul franco-olandez din 1672–1678, în timp ce celelalte scene includ episoade din Războiul de devoluție anterior din 1667–1668 și realizările interne.
Potrivit unei anecdote contemporane, decorarea peretelui estic cu oglinzi a fost un truc al arhitectului Jules Hardouin-Mansart pentru a-l împiedica pe Le Brun să aibă și mai multe oportunități de a-l impresiona pe Louis cu opera sa. 
Secvența narativă a scenelor centrale începe cu formarea alianței german (imperial)-spanio-olandez în 1672 la capătul nordic și se termină cu destrămarea acelei alianțe cu acceptarea de către olandezi a unei păci separate cu Franța în 1678. Lista completă este un compendiu de teme cheie de propagandă de la începutul anilor 1680, cu titluri furnizate de poeții Boileau și Racine în calitatea lor de istorici oficiali ai regimului:
1. Alianța Germaniei și Spaniei cu Olanda, 1672
2. Olanda salvată de episcopul de Munster , 1665
3. Alinare a poporului în timpul foametei [  fr ] , 1662
4. Repararea afrontului Gărzii Corsane de la Roma , 1664
5. Trecerea Rinului în fața inamicului, 1672
6. Regele prinde Maastricht în treisprezece zile, 1673
7. Înfrângerea turcilor în Ungaria de către trupele regelui, 1664
8. Nebunia duelului a fost abolită, 1662
9. Prioritatea Franței a fost recunoscută de Spania , 1662
10. Regele dă ordine să atace simultan patru dintre cele mai bine apărate fortărețe ale Olandei , 1672
11. Regele intensifică pregătirile militare pe uscat și pe mare, 1672
12. Restabilirea puterii navale a Franței, 1663
13. Război împotriva Spaniei pentru drepturile reginei , 1667
14. Reforma sistemului de justiție, 1667
15. Regele guvernează singur, 1661
16. Pompa puterilor vecine ale Franței
17. Ordinea a fost restabilită în finanțele regatului, 1662
18. Pacea s-a încheiat la Aix-la-Chapelle , 1668
19. Protecție acordată artelor plastice , 1663
20. Franche-Comté a cucerit din nou , 1674
21. Rezoluția de a întreprinde război împotriva Olandei, 1671
22. Înființarea instituției regale Les Invalides , 1674
23. Achiziția Dunkirk , 1662
24. Ambasade trimise din limitele Pământului
25. Preluarea orașului și a cetății Gent în șase zile, 1678
26. Acțiuni spaniole contracarate de preluarea Gentului
27. Reînnoirea alianței cu elvețienii  [ fr ] , 1663
28. Siguranța orașului Paris  [ fr ] , 1665
29. Uniunea celor două mări , 1667
30. Olanda acceptă pacea și părăsește alianța cu Germania și Spania, 1678

Multe dintre aceleași teme aveau să fie ilustrate din nou câțiva ani mai târziu, deși cu o iconografie diferită, în Monumentul Victoriei Ludovic al XIV-lea de pe Place des Victoires din centrul Parisului.În secolul al XVII-lea, scopul principal al sălii a fost să servească drept un fel de promenadă acoperită pentru vizita lui Ludovic al XIV-lea la capelă. A intrat în galerie cel puțin o dată pe zi și din 1701, dormitorul Regelui se afla în spatele peretelui din mijloc al galeriei. Curtenii s-au adunat să-l întâlnească pe Rege și pe membrii familiei regale și ar putea face o anumită cerere intonând: „Sire, Marly?”. Acesta a fost modul în care nobilii au reușit să obțină o invitație mult căutată la una dintre petrecerile din casa regelui de la Château de Marly , o vilă pe care Ludovic al XIV-lea a construit-o la nord de Versailles pe drumul către Saint-Germain-en-Laye. .
Locația și dimensiunea sa centrală au predestinat Sala Oglinzilor ca loc pentru festivitățile de curte, cum ar fi nunta Ludovic , Duce de Burgundia cu Maria Adelaïde de Savoia , nunta lui Ludovic, Delfinul Franței și Maria Teresa Rafaela a Spaniei în 1645 și nunta lui Ludovic al XVI-lea și Maria Antonieta în 1770. În domniile succesive ale lui Ludovic al XV-lea și Ludovic al XVI-lea, Sala Oglinzilor a continuat să servească pentru funcțiile de familie și de curte. Ambasadele, nașterile și căsătoriile au fost ținute în această cameră. Cel mai sărbătorit eveniment al secolului al XVIII-lea, pe 25 februarie 1745, a fost sărbătorit Balul Tisa . În timpul acestui bal costumat, Ludovic al XV-lea, care era îmbrăcat ca un tisă , a cunoscut-o pe Jeanne-Antoinette Poisson d'Étiolles, care era costumată în Diana , zeița vânătorii. Jeanne-Antoinette, care a devenit amanta lui Ludovic al XV-lea, este mai cunoscută istoriei sub numele de marchiza de Pompadour .
Au fost acordate audiențe străine, inclusiv cea a Dogului de la Genova în 1685 și ambasada sultanului Mahmud I a Imperiului Otoman în 1742. Dintre toate evenimentele care s-au petrecut în această cameră în timpul domniei lui Ludovic al XIV-lea, Ambasada Siamezei din 1685– 1686 a fost citat ca fiind cel mai opulent. În acest moment, Sala Oglinzilor și marile apartamente erau încă decorate cu mobilierul original din argint. În perioada sa de glorie, peste 3.000 de lumânări au fost folosite pentru a ilumina Sala Oglinzilor. În februarie 1715, Ludovic al XIV-lea a ținut ultima sa ambasadă în sală când l-a primit pe Mohammad Reza Beg , ambasadorul șahului Persiei , sultanul Husayn . 
Al Doilea Imperiu German a fost înființat în Sala Oglinzilor la 18 ianuarie 1871, după asediul german al Parisului la încheierea războiului franco-prusac . Într-o ceremonie condusă de Otto von Bismarck , regele prusac, William I , prinții și lorzii germani adunați l-au declarat pe William I împărat german în Sala Oglinzilor. Versailles a fost ales pentru că era cartierul general al armatelor germane unite; Sala Oglinzilor a fost aleasă special pentru că picturile sale din tavan glorificau cucerirea teritoriilor germane de către Franța. Națiunea franceză a considerat această ceremonie ca fiind profund umilitoare. Evenimentul a contribuit în mare măsură la creșterea în continuare a dușmaniei franco-germane.  Câteva decenii mai târziu, prim-ministrul francez Georges Clemenceau a ales în mod conștient Sala Oglinzilor drept loc pentru a semna Tratatul de la Versailles la 28 iunie 1919, care a încheiat oficial Primul Război Mondial. Astfel, Antanta a dezmembrat Imperiul German în chiar camera în care fusese proclamată. 
Sala Oglinzilor rămâne rezervată ceremoniilor oficiale ale Republicii Franceze . Evenimente notabile din secolul al XX-lea au fost primirea președintelui american John Fitzgerald Kennedy și a soției sale de către Charles De Gaulle , primirea șahului Iranului Mohammad Reza Pahlavi de către Valéry Giscard d'Estaing în 1974 sau invitația reprezentanților Grupului Șapte reuniuni la nivel înalt al președintelui François Mitterrand între 4 și 6 iunie 1982.